# Kirschnaumen
Kirschnaumen (deutsch Kirchnaumen, lothringisch Naumen) ist eine französische Gemeinde mit 479 Einwohnern (Stand 1. Januar 2022) im Département Moselle, Arrondissement Thionville in der Region Grand Est (bis 2015 Lothringen).

## Geografie
Die Gemeinde Kirschnaumen liegt etwa auf halbem Weg zwischen Thionville und dem saarländischen Merzig. Das Gemeindegebiet wird vom Flüsschen Ruisseau de Montenach durchquert.
Zur Gemeinde gehören die beiden nördlich gelegenen Weiler Evendorff (Ewendorf) und Obernaumen sowie die ebenfalls nördlich gelegenen Gehöfte Goldhoff (Goldhof), Marienhoff (Marienhof) und Mittenhoff (Mittenhof).

## Geschichte
Der Ort wurde im 10. Jahrhundert erstmals als Numagon erwähnt und gehört seit 1661 zu Frankreich.

### Bevölkerungsentwicklung
| Jahr      | 1962 | 1968 | 1975 | 1982 | 1990 | 1999 | 2007 | 2019 |
| Einwohner | 541  | 544  | 493  | 468  | 432  | 433  | 459  | 474  |

## Sehenswürdigkeiten

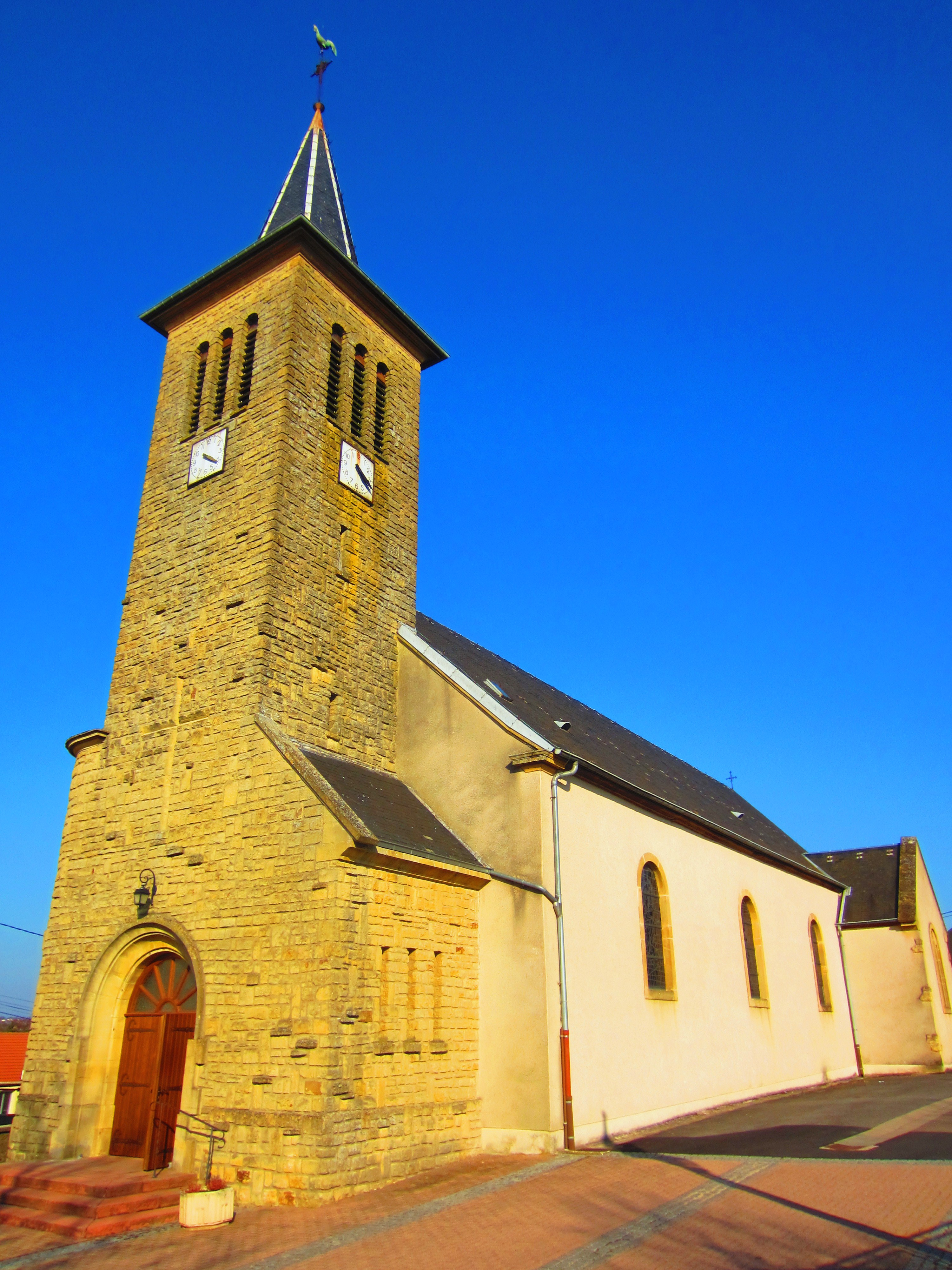
Kirche Saint-Alban
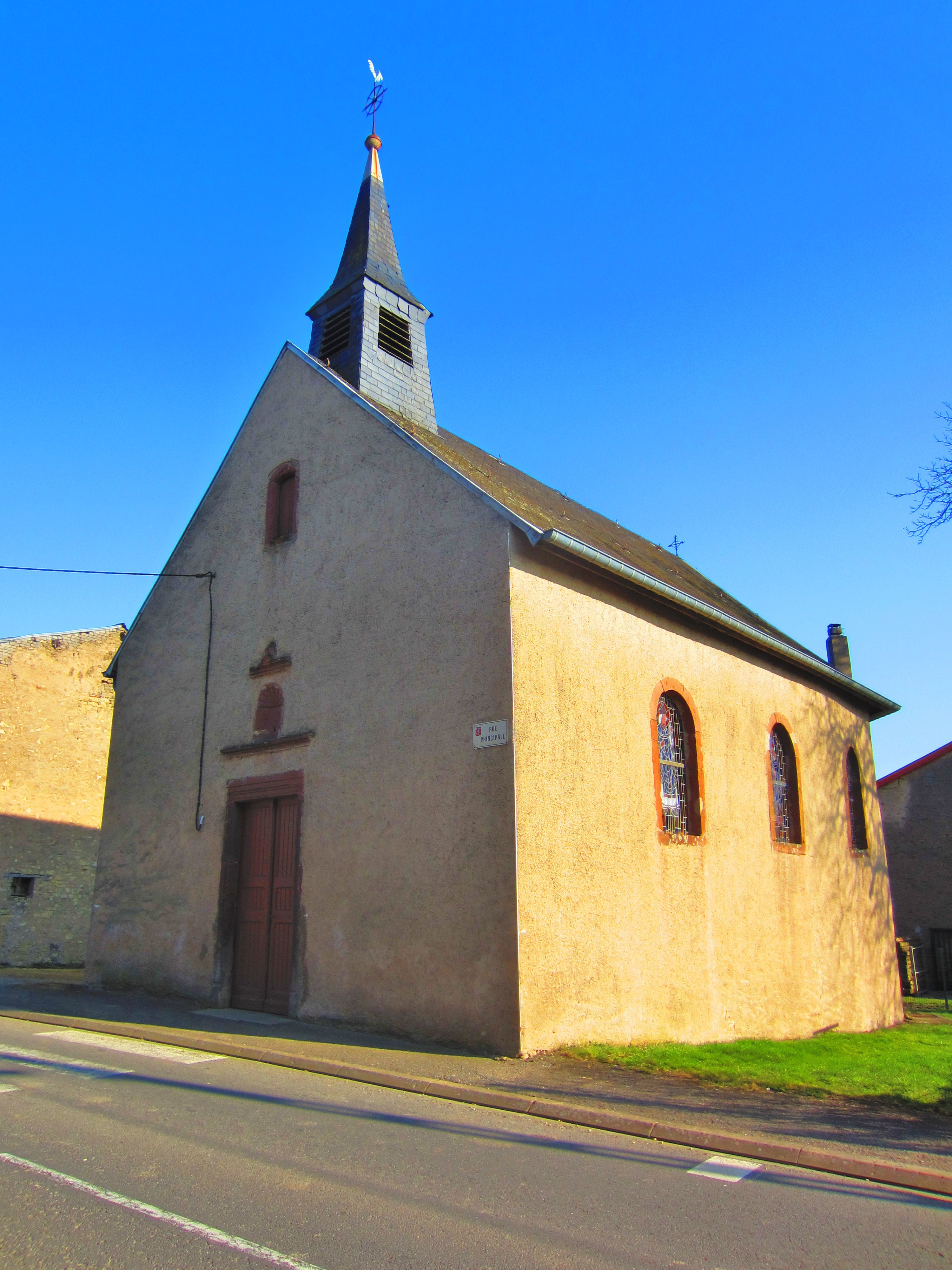
Kapelle Saint-Nicolas im Ortsteil Obernaumen
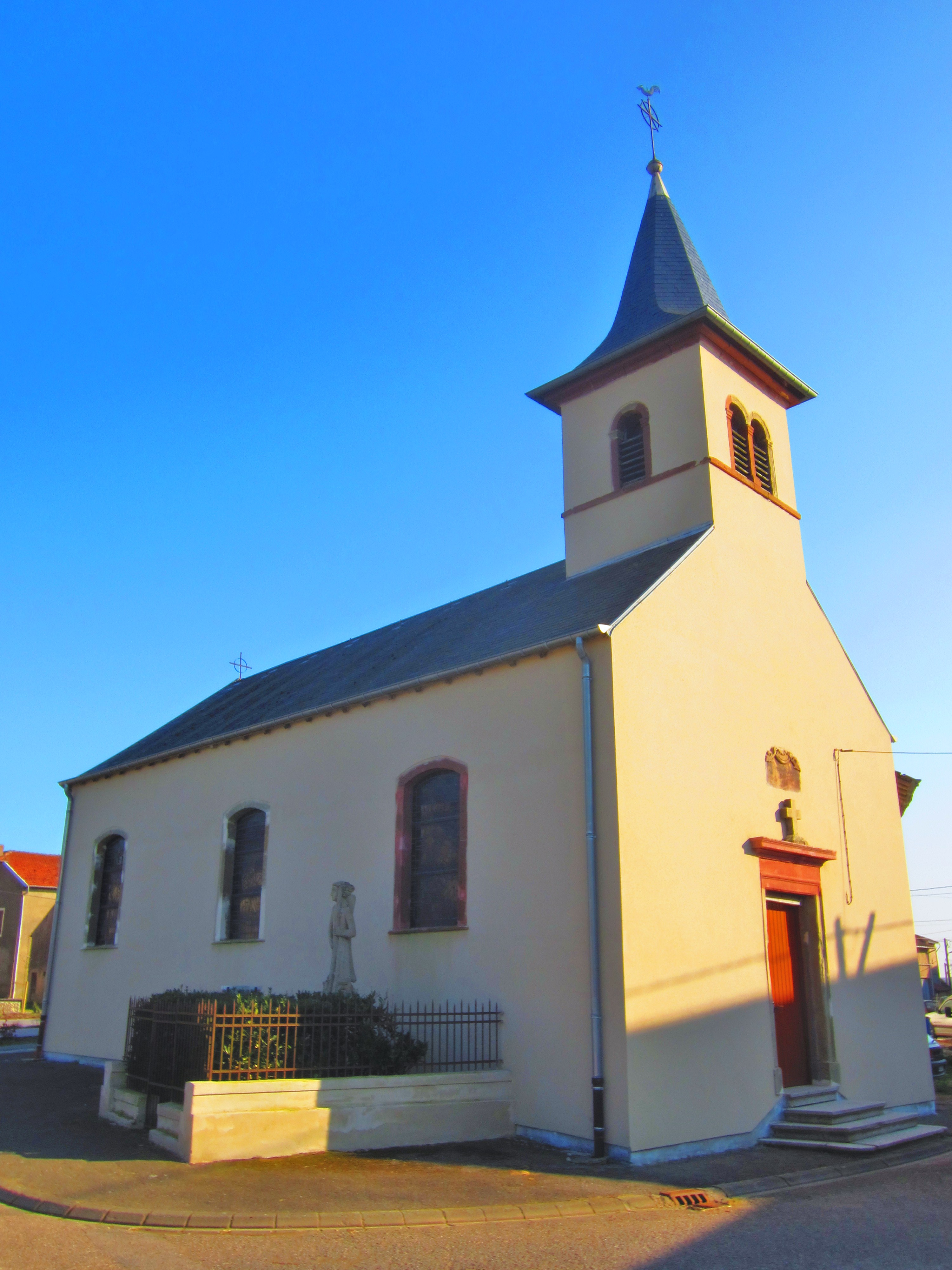
Kapelle Saint-Ulrich im Ortsteil Evendorff